# Il sogno di Alice
Il sogno di Alice è il terzo disco dell'Assemblea Musicale Teatrale, pubblicato nel 1979.
Quest'album è probabilmente l'opera di maggiore successo dell'Assemblea. Viene pubblicato durante un periodo di intensa collaborazione con Francesco Guccini, che portò alla produzione di tre canzoni a paternità mista: Lager, Venezia, e Milano (poveri bimbi di). Due di queste (Lager e Venezia) si trovano ne Il sogno di Alice, mentre tutte e tre sono presenti nell'album di Guccini Metropolis.
La fattoria degli animali è una riduzione musicale dell'opera omonima di George Orwell.

## Tracce
1. Venezia – 3:59
2. Mimì – 4:57
3. Ma che cazzo vuoi – 2:21
4. I Fiascheggiatori – 4:35
5. Lager – 5:06
6. Il sogno di Alice – 4:09
7. La fattoria degli animali – 4:15
8. Non fateci conto – 3:39

## Formazione
- Alberto Canepa - voce e percussioni
- Giampiero Alloisio - voce
- Giorgia Marzano - voce
- Gianni Martini - chitarra e voce
- Bruno Biggi - basso
- Ezio Cingano - tastiera
- Mauro Arena - batteria e percussioni